# سجاد غریبی
سجاد غریبی (زاده ۲۸ آذر ۱۳۷۰) مشهور به هالک ایرانی ورزشکار رشته پاورلیفتینگ است. غریبی با پخش عکس‌هایی که از سوی برخی کاربران و رسانه ها گفته می‌شود دستکاری شده، در شبکه‌های اجتماعی شناخته شد. بعدها در پروپاگاندای جمهوری اسلامی و پوشش خبری خبرگزاری‌های دولتی درمورد اعلام آمادگی برای پیوستن به مدافعان حرم به شهرت داخلی رسید. به‌دنبال انتشار اخبار داخلی در برخی از روزنامه‌های خارجی نیز مطالبی از وی منتشر شد تا جایی که پیوستن وی به دبلیودبلیوئی نیز از وبگاه بی‌بی‌سی فارسی اعلام شد.
آنچه از سجاد غریبی در شبکه‌های اجتماعی و خبرگزاری‌های داخلی و پیرو آن در بعضی خبرگزاری‌های خارجی نیز منتشر شد شخصیتی بود که از نظر اندازه‌های فیزیکی شبیه به شخصیت خیالی هالک بود. اما بعدها در ملاقات پیش از مسابقه با مارتین فورد و چندی بعد در مبارزه بوکس او با آلمات باخیتوویچ گفته شد که شخصیت هالک ایرانی یک شخصیت ساختگی و دور از واقعیت است. در وبگاه خبرورزشی گفته شده که سجاد غریبی در یکی از لایوهای صفحه اینستاگرامش به همراه مربی خود هالک ایرانی را «فیک» می‌خواند. مربی وی درحضور سجاد غریبی از کاربران اینستاگرام خواست که وی را «آنفالو» کرده و به‌دنبال رزمی‌کاران واقعی بروند.

## زندگی‌نامه
سجاد غریبی زاده ۲۸ آذر ۱۳۷۰ در اهواز است. اما در بوشهر بزرگ شده و زندگی می‌کند. مجرد است و مدرک کارشناسی بازرگانی از دانشگاه آزاد بوشهر دارد. سجاد غریبی از سال ۱۳۸۶ ورزش را شروع کرد. از سال ۱۳۸۸ پاورلیفتینگ کار می‌کند و بدنسازی را از ۱۳۹۳ فرا گرفته‌است. او به ورزش بوکس هم علاقه‌مند است. با قد ۱۸۴ سانتی‌متر و وزن ۱۷۶٫۹ کیلوگرم می‌تواند تا ۱۷۵ کیلوگرم وزنه را بلند کند.
در تابستان ۱۳۹۵ نام‌نویسی او برای شرکت در جنگ داخلی سوریه خبرساز شد. او به خبرگزاری فارس گفت: «من مسلمان شیعه هستم و با تمام مسلمانان شیعه که ادعای مسلمانی می‌کنند اما حاضر نیستند به کس دیگری کمک کنند مخالفم. من همیشه مدافع اهل بیت و کشورم خواهم ماند. برای مدافعان حرم و اعزام به سوریه نام‌نویسی کردم و اگر لایق باشم حتماً می‌روم و تا جایی که بتوانم از حرمین و از کشورم دفاع می‌کنم.»

## مبارزات
در اوایل پاییز ۱۳۹۵ روزنامه اسپانیایی آس از حضور احتمالی سجاد غریبی در مسابقات کشتی کچ آمریکا خبر داد. به نوشته این روزنامه، او به‌جای سوریه احتمالاً به زودی در WWE با تریپل اچ (کشتی‌گیر آمریکایی با ۱۴ قهرمانی) و براک لزنر (کشتی‌گیر حرفه‌ای آمریکایی‌و مبارز سابق هنرهای رزمی ترکیبی) بجنگد و قدرتش را امتحان کند.

### مبازره با مارتین فورد
قرار بود سجاد غریبی و مارتین فورد مشهور به «ترسناک‌ترین مرد روی کره زمین» ۲ آوریل ۲۰۲۲ (۱۳ فروردین ۱۴۰۱) در لندن برابر هم مبارزه کنندولی این مبارزه صورت نگرفت.
در اسفند ۱۴۰۰ غریبی در دبی با فورد رویارو شد. در ویدئویی که از این تقابل آنها منتشر شد دو طرف به سمت یکدیگر حمله کردند غریبی با یک ضربه ناگهانی مارتین فورد به زمین پرت شد. غریبی ضمن ابراز تاسف خطاب به هوادارانش در توضیح این اتفاق در صفحه اینستاگرامش گفت: «به من گفته بودند فقط یک دقیقه روبروی هم قرار می‌گیرید و هیچ حرکت اضافه‌ای نباید اتفاق بیفتد اما وقتی مقابل هم قرار گرفتیم مارتین فورد با حرکتی ناجوانمردانه، غیر ورزشی و قطعاً غیرقانونی من را هل داد. این اتفاق باعث شد که روحیه بسیار ضعیفی پیدا کنم اما قول می‌دهم که این حرکت را جبران کنم. برای من یک بازی طراحی کرده بودند و بدون اینکه بدانم من را داخل آن بازی کردند».
مارتین نیز در اینستاگرام خود گفت «ویدئوهای سجاد را دیده و با وی جهت مسابقه بوکس رو در رو خواهم شد. اما نمی‌خواهم شاهد نفرت پراکنی در مورد سجاد باشم. هردو ما در شرایط سختی وارد شده بودیم. محیطی که برای هیچ‌کدام از ما آشنا نبود؛ ولی بدون توجه به احساسات درونی خودتان به احساسات وی احترام بگذارید. همه ما انسانیم و می‌توانیم بهتر از این باشیم».

#### لغو مبازره
به گفته مارتین فورد این رویارویی «به دلایلی خارج از کنترل او» به تعویق افتاده و از اینکه پس از مدتها تمرین و آماده‌سازی مبارزه لغو شده، ابراز ناراحتی کرد. سجاد غریبی با انتشار ویدئویی در صفحه اینستاگرام خود مدعی شد که مبارزه از سمت مارتین فورد لغو شده‌است.

### مبارزه با گوریل قزاق
غریبی در مرداد ۱۴۰۱ در یک مبارزه کوتاه، از آلمات باخیتوویچ (معروف به گوریل قزاق) از قزاقستان شکست خورد. او که با پخش صدای محمود کریمی وارد رینگ شد در کمتر از یک دقیقه به حریف قزاقستانی خود باخت. مبارزهٔ آن دو قرار بود در ۶ راند دو دقیقه‌ای باشد. این باخت وی، مورد انتقادهای فراوانی قرار گرفت.

## واکنش‌ها
در میان ورزشکاران و فعالان فضای مجازی واکنش‌هایی از جمله اعتراض و توصیه مطرح شده‌است. همچنین پس از رویارویی با مارتین فورد عده‌ای این شبهه را مطرح کردند که عکس‌های او با «فوتوشاپ» دستکاری شده‌است. مدیر برنامه سجاد غریبی فوتوشاپی بودن تصاویر را رد کرد و مسئله را به تغییر وزن او از ۱۸۰ تا ۱۱۰ کیلو مرتبط دانست. مصطفی هاشم‌زهی تأکید کرد که غریبی در مبارزه با باخیتوویچ به خودش باخت، نه حریفش. چون با «استرس» وارد رینگ شد. عرفان آهنگریان در مورد شهرت سجاد غریبی گفت:این غم‌انگیز است که نسل جوان توانایی تفکیک قهرمان واقعی و مجازی را ندارد، در هر صورت جامعه امروز ما عاشق سرگرمی است و این افراد یک سرگرمی بیش نیستند.